# Campeonato Panamericano de Bádminton
El Campeonato Panamericano de Bádminton es una competición de bádminton en el continente americano.

## Lista
- 2016:  Campinas, Brasil
- 2018:  Guatemala[1]
- 2019:  Lima, Perú - 14 al 17 de febrero - Villa Deportiva Nacional (Equipos)[2]